# Estadio Francisco Stédile
El Estadio Francisco Stédile popularmente conocido como Estadio Centenário es un recinto deportivo ubicado en la ciudad de Caxias do Sul, estado de Rio Grande do Sul, Brasil. El recinto fue inaugurado en 1976 y posee una capacidad para 22 132 personas. Su apodo Centenário se debe a un homenaje a los 100 años de la colonización italiana ocurrida en 1875.[cita requerida]
El estadio es propiedad de la Sociedade Esportiva e Recreativa Caxias do Sul que compite en el Campeonato Gaúcho.